# Ассолан, Альфред
Альфре́д Ассола́н (фр. Alfred Assollant, редко Assolant; 20 марта 1827, Обюссон (коммуна), деп-т Крёз — 3 марта 1886, Париж) — французский писатель-беллетрист; автор популярных романов для юношества.

## Биография и творчество
Получил образование в парижской Нормальной школе. Работал поначалу учителем и ездил попытать счастья в Северную Америку, но вскоре возвратился в Париж и напечатал в «Revue des deux Mondes» два примечательных по изяществу слога и местному колориту рассказа: «Les Butterfly» и «Acacia». Вместе с третьим его рассказом, «Une fantaisie américaine», они вышли отдельной книгой под заглавием «Scènes de la vie des États-Unis» (1859).
Состоял в оппозиции к правившему Наполеону III, печатал в газетах статьи с критикой имперского строя Франции. В ответ на критику власти могли наказать газету её временным закрытием
Написал целый ряд романов, среди них «Deux amis en 1792» (1859), «Brancas» (1860), «Marcomir» (1862), «Aventures de Karl Brunner» (1860), «Une ville de garnison» (1865), «Gabrielle de Chênevert» (1866), «Histoire du célèbre Pierrot» (1860), «Приключения капитана Коркорана» (Les Aventures du capitaine Corcoran, 1867), «Rachel» (1874), «Le plus hardi des gueux» (1878), «Nini» (1879), «Le Tigre» (1879), «Le vieux juge» (1879), «Hyacinthe» (1880).
После неудачных попыток избраться депутатом, скромно доживал свою жизнь в Париже, где умер в 1886 году. Похоронен на кладбище Пер-Лашез (участок 53).